# Домбрылов, Балдан Базарович
Балдан Базарович Домбрылов (19.05.1923, Забайкальский край — 11.04.2010) — старший чабан Ононского опытно-производственного хозяйства Шилкинского района Читинской области.

## Биография
Родился 19 мая 1923 года в селе Делюн, Шилкинского района Забайкальского края, в крестьянской семье. Бурят. В школе не учился, с 6 лет помогал отцу ухаживать за отарой овец. Став старше, сам стал работать чабаном в колхозе села Богомягково того же района.
В 1941 году был призван в Красную Армию. Службу проходил на Дальнем востоке, в 1945 году участвовал в разгроме Квантунской армии. В 1947 году был демобилизован и вернулся на родину.
С 1947 года работал заведующим овцеводческой фермой колхоза «Красная Звезда». Добился высоких результатов в увеличении поголовья овец, настрига шерсти. В 1965 году перешел на работу старшим чабаном Ононского опытно-производственного хозяйства Забайкальского научно-исследовательского технологического института овцеводства и мясного скотоводства. Ежегодно принимал по 110—120 ягнят от 100 овцематок, его рекордный показатель — 148 ягнят от 100 овцематок — не смог догнать ни один чабан в стране. Настриг шерсти с одной овцы составлял до 5 кг.
Указом Президиума Верховного Совета СССР от 6 сентября 1973 года за большие успехи, достигнутые во Всесоюзном социалистическом соревновании, и проявленную трудовую доблесть в выполнении принятых обязательств по увеличению производства и заготовок продуктов животноводства в зимний период 1972—1973 годов Домбрилову Балдану Базаровичу присвоено звание Героя Социалистического Труда с вручением ордена Ленина и золотой медали «Серп и Молот»:
До 1993 года трудился в комплексной бригаде, учился и наставлял молодых чабанов. Почетный гражданин Читинской области.
Скончался 11 апреля 2010 года. Похоронен на кладбище села Усть-Ножовое Шилкинское района.
Награждён двумя орденами Ленина, орденом Отечественной войны 2-й степени, другими орденами и медалями.